# یلوه دیفنباخ
یلوه دیفنباخ (نام علمی: Gallirallus dieffenbachii) نام یک گونه منقرض‌شده از سرده یلوه‌های استرالیا-آرام است.